# Nicolaas Beets
Nicolaas Beets (født 13. september 1814 i Haarlem, død 13. marts 1903 i Utrecht) var en hollandsk forfatter.
Beets blev færdiguddannet som præst i 1854 og blev i 1874 professor i kirkehistorie i Utrecht. Han var i begyndelsen af sin karriere inspireret af Byron for at siden udvikle sig til en blid familiedigter og opnåede som en forfatter af denne type stor popularitet. Mest populær var han under pseudonymet Hildebrand med udgivelserne af de idylliske skildringer Camera obscura (1839, med mange senere oplag). Beets samlede "Dichtwerken" blev udgivet i 5 bind i perioden 1886-91.